# Björn Palm
Björn Torvald Palm, född 22 maj 1887 i Norrtälje, död 27 juli 1956, var en svensk botaniker.
Björn Palm disputerade i botanik vid Stockholms högskola 1915. Han var docent där 1915-18 och 1932-39. Han vistades utomlands 1916-32, bland annat som assistent vid institutionen för växtsjukdomar i Buitenzorg på Java i Indonesien, direktör för försöksstationen för tobaksodling i Deli på Sumatra i Indonesien, chef för ett svenskt-brittiskt plantageföretag i Guatemala och professor vid University of Illinois at Urbana-Champaign i Urbana i USA.
Han deltog i den första svenska expeditionen till Madagaskar 1912-13 tillsammans med Karl Afzelius, vilken hemförde föremål som finns i Uppsalasamlingen på Etnografiska museet i Stockholm.